# نبيذ مغربي
من بين بلدان شمال أفريقيا، يعتبر المغرب من البلدان التي تتمتع بأفضل الإمكانات الطبيعية لإنتاج النبيذ عالي الجودة، وذلك بسبب التصنيع العالي والتأثير ومكانته الجيدة للمحيط الأطلسي، حيث تعمل هذه العوامل على تعويض خطر وجود مزارع كروم شديدة الحرارة. كانت صناعة النبيذ المغربيي مصدرًا مهمًا للنبيذ في السنوات الاستعمارية بين عامي 1912و1955، وتشهد صناعة النبيذ المغربي انتعاشًا وتوسعًا منذ تسعينيات القرن العشرين بسبب تدفق الاستثمارات الأجنبية. 

## التاريخ

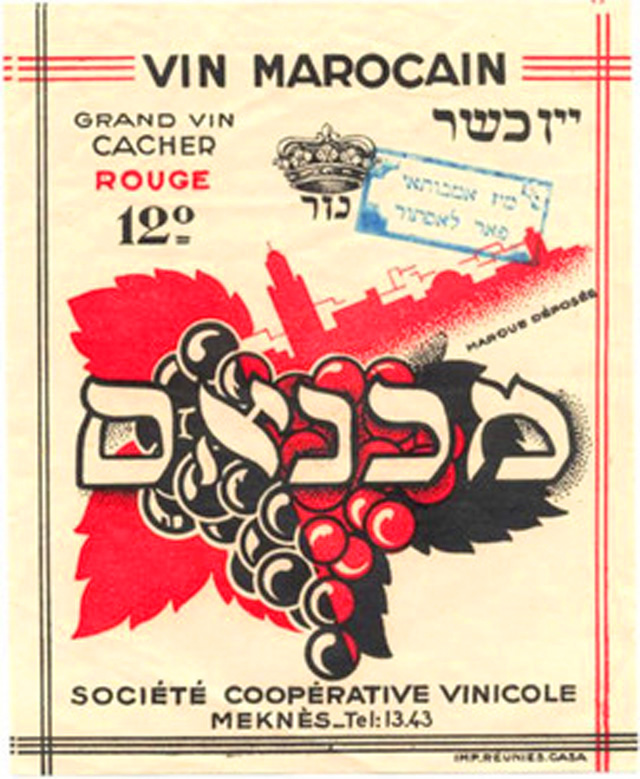
نبيذ مغربي كاشير 1930 – مسح لملصق نبيذ قديم

يعتقد أن زراعة الكروم في منطقة المغرب في هذه الأيام أتت عن طريق المستوطنين الفينيقيين، وتأسست بالتأكيد في عصر روما القديمة. تم إدخال زراعة الكروم على نطاق واسع إلى المغرب من قبل المستعمرين الفرنسيين، كما حدث مع دولة الجزائر المجاورة. ومع ذلك، فإن كميات النبيذ المغربي المنتج لم تكن أبدا مرتفعة مقارنة بكميات النبيذ الجزائري. عند استقلال البلاد عام 1955، كانت المساحة 55,000 هكتار (140,000 أكر). وعلى الرغم من رحيل الكثير من الخبرة الفرنسية عندما نال المغرب استقلاله، فإن تجارة النبيذ ظلت مهمة حتى ستينيات القرن العشرين، إلى أن فرضت السوق الأوروبية المشتركة نظام الحصص في عام 1967، مما أدى إلى انخفاضات كبيرة في الصادرات السابقة إلى فقدان السوق الأوروبية المشتركة. وفي ظل مزيج من القيود المفروضة على الوصول إلى السوق التقليدية، والمنافسة الناجمة عن الإفراط في الإنتاج في بلدان أخرى في منطقة البحر الأبيض المتوسط، أصبح الكثير من إنتاج النبيذ غير اقتصادي، وتم اقتلاع جزء كبير من مزارع الكروم في المغرب واستبدالها بمحاصيل أخرى. وفي الفترة 1973-1984، استولت الدولة المغربية أيضًا على الغالبية العظمى من مزارع الكروم. وقد اتخذت الدولة تدابير مثل تحديد أسعار ثابتة للعنب، بغض النظر عن الجودة، وهي تدابير لم تكن متوافقة مع استعادة القدرة التنافسية، كما تعاملت بشكل سيء للغاية مع مزارع الكروم بشكل عام. في أوائل تسعينيات القرن العشرين، كان هناك 40,000 هكتار (99,000 أكر) من مزارع الكروم في المغرب، منها 13,000 هكتار (32,000 أكر) مزروعة بالكروم لإنتاج النبيذ (بدلاً من إنتاج العنب أو الزبيب )، ومن بين هذه المزارع، كان أكثر من نصفها يحتوي على كروم قديمة أو مريضة ذات إنتاجية منخفضة.
في تسعينيات القرن العشرين، أثناء حكم الحسن الثاني ملك المغرب ، بدأ إنتاج النبيذ المغربي في التحسن بفضل الاستثمار الأجنبي (الفرنسي في المقام الأول) والمعرفة الفنية. وتم تحقيق ذلك من خلال منح شركات النبيذ الأجنبية إمكانية استئجار مزارع الكروم على المدى الطويل من شركة الزراعة الحكومية SODEA. وقد دخلت العديد من شركات النبيذ الكبرى التي يقع مقرها في بوردو، بما في ذلك مجموعة كاستيل ، وويليام بيترز، وتيلان، في مثل هذه الشراكات، التي نجحت في إحياء صناعة النبيذ المغربية. على سبيل المثال، كانت ماركة كاستل بولاوان هي النبيذ الأجنبي الأكثر مبيعًا في فرنسا اعتبارًا من عام 2005، وتوسعت مساحة الكرم إلى 50,000 هكتار (120,000 أكر) في أوائل العقد الأول من القرن الحادي والعشرين. وقد تبعهم في وقت لاحق بعض المستثمرين الأصغر حجمًا، الذين كانوا أكثر توجهًا نحو النبيذ عالي الجودة بدلاً من السوق ذات الحجم الكبير.

## الإنتاج والاستهلاك
وصل إنتاج النبيذ إلى ذروته في ظل الاحتلال الفرنسي بإنتاج يزيد عن 3 ملايين هكتولتر في الخمسينيات من القرن العشرين. وبعد التراجع الكبير الذي شهده إنتاج المياه في أعقاب استقلال الدولة ذات الأغلبية المسلمة، بدأ الاهتمام به وإنتاجه في الانتعاش والزيادة مرة أخرى، حيث بلغ نحو 400 ألف هكتولتر في عام 2013. وبذلك أصبح المغرب ثاني أكبر منتج للنبيذ في العالم العربي بعد الجزائر. توظف الصناعة ما يصل إلى 20 ألف شخص. يتم استهلاك معظم النبيذ داخل البلاد، ولكن يتم أيضًا تصدير أنواع أفضل من النبيذ، في المقام الأول إلى فرنسا.
لا يحظر القانون المغربي إنتاج البيرة والكحول، بل يحظر فقط بيعها للزبائن المسلمين. يمكن شراء النبيذ من محلات السوبر ماركت وبعض المطاعم، وغالبًا تلك التي تلبي احتياجات السياح والزوار. لا يتوفر الكحول بشكل عام خلال الأعياد الإسلامية بما في ذلك شهر رمضان ، باستثناء بعض المنافذ التي تستهدف في المقام الأول غير المسلمين.

## أنماط النبيذ وأصناف العنب
يسيطر النبيذ الأحمر بشكل كبير، حيث يمثل أكثر من 75 بالمائة من الإنتاج. تشكل نبيذ الوردي ونبيذ فين غريس ما يقرب من 20 في المائة، والنبيذ الأبيض حوالي 3 في المائة فقط اعتبارًا من عام 2005.
العنب الأحمر التقليدي المزروع في المغرب هو كارينيان (الذي كان يهيمن في وقت ما)، وسينسو (حوالي 40 في المائة في عام 2005)، وأليكانتي، وجريناش. وقد زادت مزارع كابيرنت ساوفيجنون وميرلوت وسيراه بشكل سريع، وتشكل مجتمعة حوالي 15 في المائة. تشمل أصناف العنب الأبيض التقليدية كليريت بلانش وموسكات. كما كانت هناك تجارب أصغر حجماً مع شاردونيه، وشينين بلانك، وسوفينيون بلانك، حيث هناك حاجة إلى قطف مبكر لإنتاج نبيذ أبيض يتمتع بقدر كافٍ من النضارة.
تافيريلت هو نبيذ مغربي أصلي، وعنب المائدة والزبيب.

## مناطق النبيذ

موقع المغرب

ينقسم المغرب إلى خمس مناطق للنبيذ. تحتوي هذه المناطق المخصصة لإنتاج النبيذ على إجمالي 14 منطقة تتمتع بوضع ضمان تسمية المنشأ. في عام 2001، تم إنشاء التحكم في أصل تسمية المنشأ، 1er Cru "تلال الأطلس". في عام 2009، تمت الموافقة على أول عقار يحمل اسم Château. المناطق الخمس للنبيذ، والتسميات المرتبطة بها، هي:
- المنطقة الشرقية :
  - بني سادن -ضمان تسمية المنشأ
  - بركان -ضمان تسمية المنشأ
  - أنجاد -ضمان تسمية المنشأ
- منطقة مكناس / فاس :
  - جيروان -ضمان تسمية المنشأ
  - بني مطير -ضمان تسمية المنشأ
  - سايس -ضمان تسمية المنشأ
  - زرهون -ضمان تسمية المنشأ
  - ساحل الأطلس الأول
- السهل الشمالي
  - غرب -ضمان تسمية المنشأ
- منطقة الرباط / الدار البيضاء
  - شالة -ضمان تسمية المنشأ
  - زيمور -ضمان تسمية المنشأ
  - زائير -ضمان تسمية المنشأ
  - زيناتا -ضمان تسمية المنشأ
  - ساحل -ضمان تسمية المنشأ
- منطقة الجديدة
  - دكالة -ضمان تسمية المنشأ

## روابط خارجية
- خريطة توضح موقع مجموعات الدفاع الجوي المغربية على موقع nicolas.com